# Поль, Эрнст
Эрнст Поль (нем. Ernst Pohl, пол. Ernest Pol; 3 декабря 1932 — 12 сентября 1995) — польский футболист, нападающий. Заслуженный мастер спорта Польши.

## Клубная карьера
Эрнст Поль — первый выдающийся польский футболист послевоенных лет.
Выступал за молодёжные команды «Славия» Руда Сласка (1945—1953) и «Орзел» Лодзь (1952—1953).
В 1953 году перешёл в клуб ЦВКС (Варшава). За столичную команду Поль отыграл три сезона. По два раза стал чемпионом и обладателем кубка Польши, а в 1954 году лучшим бомбардиром национального первенства. Всего за армейскую команду провел 72 матча и забил 56 голов (в чемпионате — 56 матчей и 43 забитых мяча).
На протяжении последующих десяти лет выступал за «Гурник» из Забже. Неоднократно становился чемпионом Польши, обладатель кубка страны и дважды лучшим бомбардиром чемпионата. Всего за клуб из шахтёрского города Забже провёл 249 матчей и забил 169 голов (в чемпионате — 209 матчей и 143 гола).
Рекордсмен Польши по количеству голов, забитых в национальном чемпионате — 186.

## Лучший бомбардир чемпионата Польши
Во многих русскоязычных источниках написано, что Эрнст Поль становился лучшим бомбардиром чемпионата Польши 5 раз: 1954, 1956, 1959, 1961 и 1962 г. И нигде нет количества мячей, забитых за сезон. У поляков на этот счёт иное мнение — лучшим бомбардиром Поль был 3 раза: в 1954-м (13 мячей, совместно с Хенриком Кемпным из клуба «Огниво» Бытом), 1959-м (21 мяч), 1961-м (24 мяча). Лучшим бомбардиром чемпионата Польши 1956 года стал его одноклубник Хенрик Кемпный с результатом в 21 мяч, а в 1962 году лучший по этому показателю — Ян Либерда «Полония» (Бытом) — 16 мячей.

## Карьера в сборной
Дебютировал Поль в национальной сборной 29 мая 1955 г. в Бухаресте в товарищеском матче со сборной Румынии (2:2). Первый гол забил в своём четвёртом матче — со сборной Болгарии. В следующей игре со сборной Норвегии забил 4 гола (28 октября 1956 года). На Олимпийских играх в Риме (28.08.1960) в матче со сборной Туниса поразил ворота соперника 5 раз. Последнюю игру провел против сборной Италии 1 ноября 1965 года (1:6, квалификация на чемпионат мира). Общий результат в сборной Польши — 46 игр и 39 голов.

## Достижения

### Командные достижения
- Чемпион Польши (10): 1955, 1956, 1957, 1959, 1961, 1963, 1964, 1965, 1966, 1967.
- Обладатель кубка Польши (3): 1955, 1956, 1965.

### Личные достижения
- Лучший бомбардир чемпионата Польши (3): 1954, 1959, 1961
- Лучший бомбардир в истории чемпионата Польши: 186 голов

## Статистика выступлений
| Клуб             | Сезон            | Лига | Лига | Кубок Польши | Кубок Польши | Еврокубки | Еврокубки | Итого | Итого |
| Клуб             | Сезон            | Игры | Голы | Игры         | Голы         | Игры      | Голы      | Игры  | Голы  |
| ---------------- | ---------------- | ---- | ---- | ------------ | ------------ | --------- | --------- | ----- | ----- |
| ЦВКС             | 1954             | 20   | 13   | 5            | 7            | -         | -         | 25    | 20    |
| ЦВКС             | 1955             | 14   | 12   | 4            | 4            | 0         | 0         | 18    | 16    |
| ЦВКС             | 1956             | 22   | 18   | 5            | 2            | 2         | 0         | 29    | 20    |
| ЦВКС             | Итого            | 56   | 43   | 14           | 13           | 2         | 0         | 72    | 56    |
| Гурник (Забже)   | 1957             | 12   | 11   | 4            | 5            | 0         | 0         | 16    | 16    |
| Гурник (Забже)   | 1958             | 13   | 7    | -            | -            | 0         | 0         | 13    | 7     |
| Гурник (Забже)   | 1959             | 21   | 21   | -            | -            | 0         | 0         | 21    | 21    |
| Гурник (Забже)   | 1960             | 20   | 10   | -            | -            | 0         | 0         | 20    | 10    |
| Гурник (Забже)   | 1961             | 24   | 24   | -            | -            | 7         | 5         | 31    | 29    |
| Гурник (Забже)   | 1962             | 11   | 12   | 5            | 2            | 0         | 0         | 16    | 14    |
| Гурник (Забже)   | 1962/63          | 20   | 12   | 0            | 0            | 0         | 0         | 20    | 12    |
| Гурник (Забже)   | 1963/64          | 25   | 13   | 1            | 0            | 5         | 1         | 31    | 14    |
| Гурник (Забже)   | 1964/65          | 25   | 16   | 4            | 5            | 3         | 2         | 32    | 23    |
| Гурник (Забже)   | 1965/66          | 21   | 15   | 2            | 0            | 4         | 1         | 27    | 16    |
| Гурник (Забже)   | 1966/67          | 17   | 2    | 1            | 0            | 9         | 5         | 27    | 7     |
| Гурник (Забже)   | Итого            | 209  | 143  | 17           | 12           | 28        | 14        | 254   | 169   |
| Всего за карьеру | Всего за карьеру | 265  | 186  | 31           | 25           | 30        | 14        | 326   | 225   |